# Ota Genki
Genki Ota (sinh ngày 10 tháng 4 năm 1988) là một cầu thủ bóng đá người Nhật Bản.

## Sự nghiệp câu lạc bộ
Genki Ota đã từng chơi cho Sagan Tosu.